# Seseli calycinum
Seseli calycinum là một loài thực vật có hoa trong họ Hoa tán. Loài này được (Korovin) Pimenov & Sdobnina miêu tả khoa học đầu tiên năm 1975.